# Билеџик (вилајет)
Вилајет Билеџик (тур. Bilecik ili) је вилајет у средишњој Турској. Граничи се са Бурсом на западу, Коџаели и Сакарија на северу, Болу на истоку, Ескишехир на југоистоку и Китахија на југу.

## Историја
Регион је насељен још 3000 године пре нове ере и био је део територије коју су контролисали Хетити (1400–1200 пре нове ере), Фригија (1200–676 пре нове ере), Лидија (595–546 пре нове ере), Персија (546–334 пре нове ере), Рим (74–395) и Византија (395 до касног 13. века).
У овом вилајету се налази Согут, градић у коме је основано Османско царство 1299, и то је данас важан археолошки локалитет.